# Glitterstone

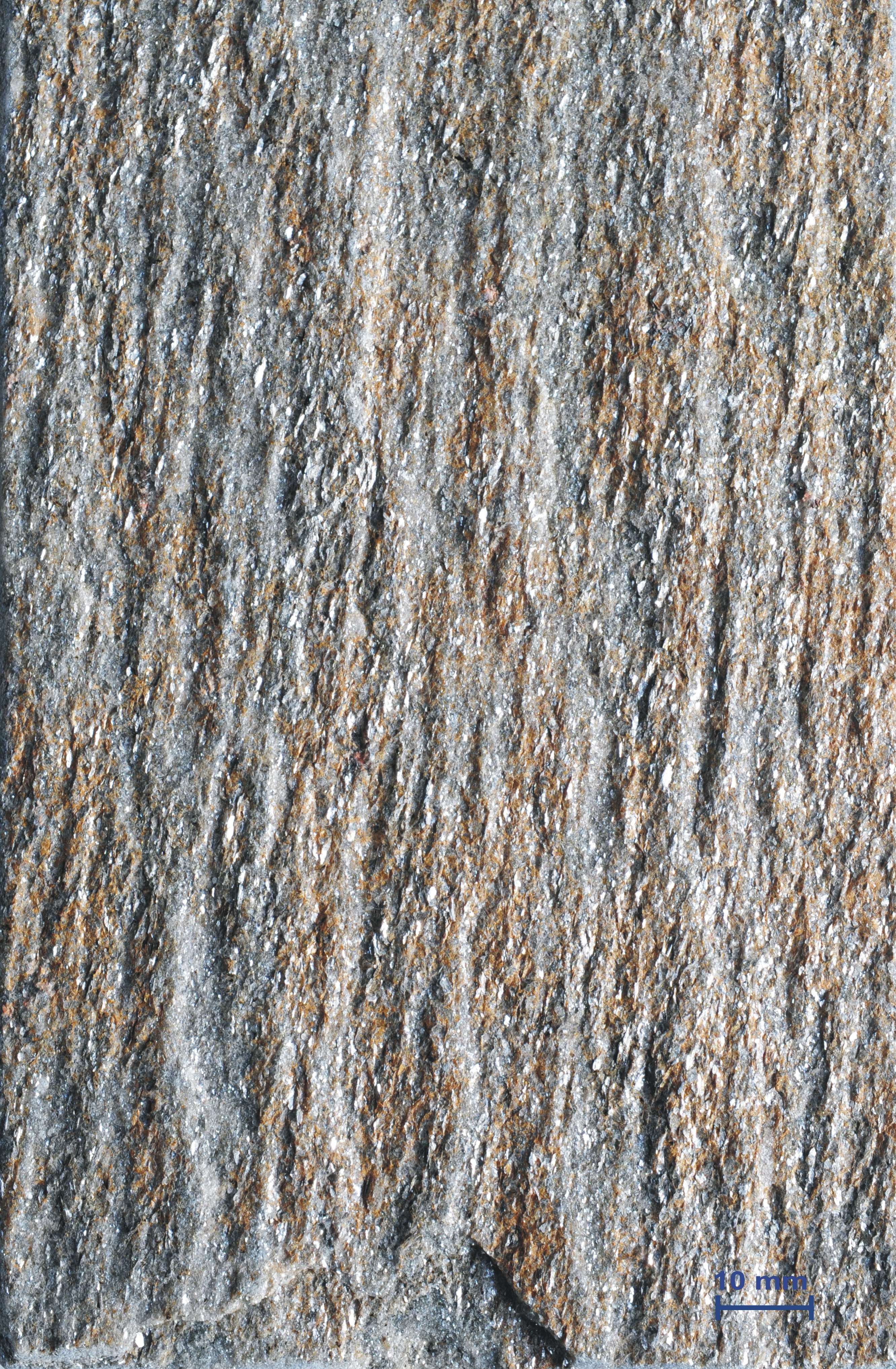
Glitterstone

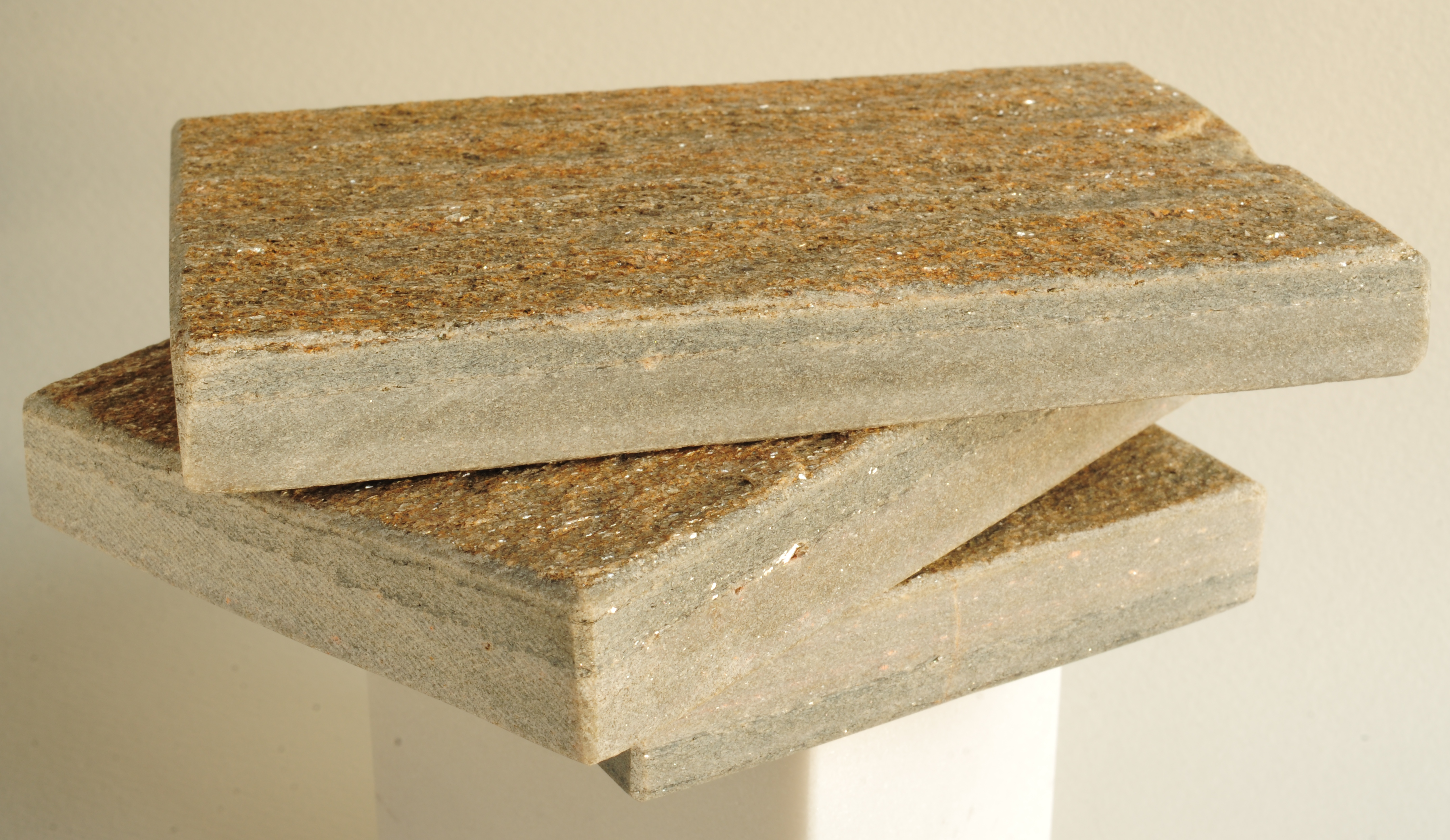
Glitterstone im Querschnitt

Glitterstone („Glitzerstein“), mitunter Glitter, ist der Handelsname eines metamorphen Natursteins aus Simbabwe. Wegen seinem hohen Glimmeranteil zeigt das Gestein auf seinen Spaltflächen einen starken Glitzereffekt, der zu der Namensgebung Anlass gab.

## Gesteinsbeschreibung
Dieser Naturstein ist ein stark glimmerhaltiger Quarzit aus dem Präkambrium, der sich entlang von Schwächezonen in seinen Schieferungsebenen gut spalten lässt. Durch den Spaltvorgang entsteht eine runzelige Oberfläche, auf der unzählige Blättchen des silbrigen bis bräunlichen Muskovit-Glimmers in linear geregelter Ausrichtung angeordnet sind. Dadurch ergibt sich im auftreffenden Licht ein auffälliger wechselvoller Glitzereffekt. Die Farbtönung des Gesteins liegt zwischen beige und braun, auch Grautöne treten auf. In den Lagerstätten gibt es durch zunehmende Gehalte von Feldspat in petrographischer Hinsicht stellenweise eine Übergangsfazies zu einem Gneis mit plattiger Ausprägung.

## Herkunft
Glitterstone wird im Norden und Nordosten Simbabwes in zwei Regionen gewonnen. Das eine Gebiet erstreckt sich in den Gegenden um Kariba, Makuti und Vuti in der Provinz Mashonaland West, wo es entlang einer langgestreckten Hügelkette mehrere Abbaustellen gibt. Inländisch wird das hier gewonnene Gestein als Kariba Glitterstone bezeichnet.
Die andere Gewinnungsregion befindet sich in den Distrikten Rushinga (Mashonaland Central) und Mudzi (Mashonaland East). Dementsprechend wird der hier abgebaute Werkstein als Rushinga Glitterstone bezeichnet.

## Verwendung
Die übliche Verwendung von Glitterstone sind Boden- und Wandverkleidungen oder andere dekorative Architekturelemente. Er wird polygonal oder in Rechteckformaten verwendet.